# Dromore (County Clare)
Dromore is een townland en buurtschap in het Ierse graafschap Clare. Het ligt ongeveer 7 kilometer ten noorden van Ennis, nabij het Dromoremeer. De dichtstbijzijnde plaats is Ruan.

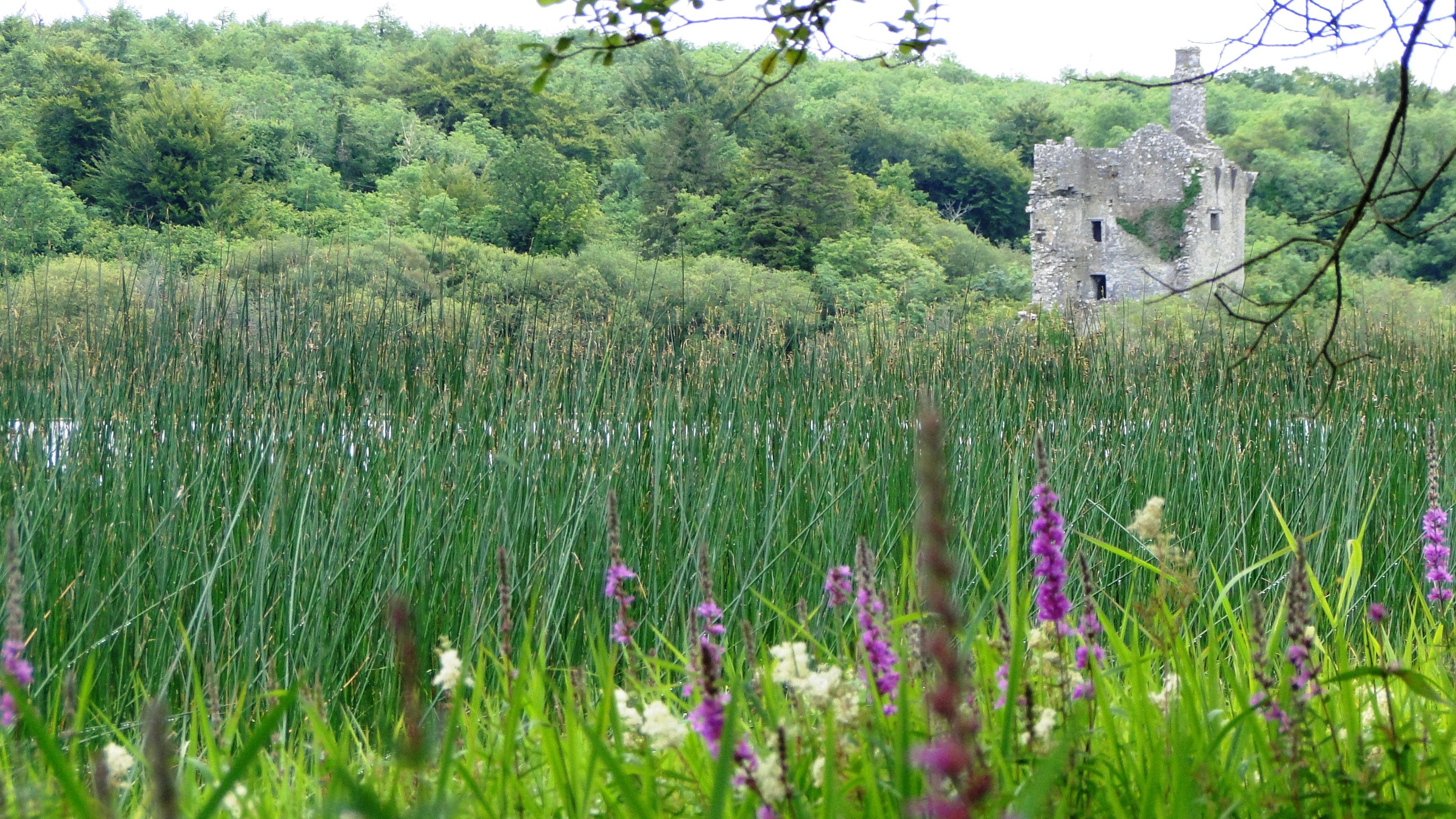
Het kasteel van Dromore, gezien vanaf het meer.

De townland omvat ook het 400 hectare grote natuurreservaat Dromore Wood. Dit is een natuurgebied in het uiterste puntje van de Burren. Het natuurgebied is in 1985 aangekocht door de staat vanwege zijn natuurlijke en historische waarde.
In het natuurgebied, aan het meer ligt ook de ruïne van het kasteel Dromore Castle. Het kasteel is gebouwd rond 1600 door Teige O'Brien, de tweede zoon van de derde Graaf van Thomond, en zijn vrouw Slaney.
Het natuurreservaat biedt verder verschillende wandelingen en twee ringforten, een kalkoven, alsmede de resten van Cahermacrea Castle en Kilakee Church.
Ardnacrusha · Aughinish · Ballynacally · Ballyvaughan · Barefield · Bodyke · Bridgetown · Broadford · Bunratty · Carrigaholt · Carran · Clarecastle · Clonlara · Cloonanaha · Connolly · Cooraclare · Coore - Corofin · Cratloe · Cree (Creegh) · Cross · Crusheen · Doolin · Doonaha · Doonbeg · Ennis · Ennistymon · Fanore · Feakle · Hurlers Cross · Inagh · Kilbaha · Kildysart · Kilfenora · Kilkee · Kilkishen · Killaloe · Killimer · Kilmihil · Kilnamona · Kilrush · Kilshanny · Knock · Labasheeda · Lahinch · Liscannor · Lisdoonvarna · Lissycasey · Loop Head · Meelick · Milltown Malbay · Mountshannon · Mullagh · Newmarket-on-Fergus · Noughaval · O'Briensbridge · O'Callaghans Mills · Parteen · Quilty · Quin · Ruan · Scariff · Shannon · Sixmilebridge · Spancillhill · Spanish Point · Tuamgraney · Tulla · Whitegate

Regio's

Burren · Loop Head